# 歐本海姆徵
歐本海姆徵是由上而下刮搔脛骨內側所誘發的大腳趾背屈。歐本海姆徵屬於上運動神經元徵，和巴賓斯基反射有類似的意義。出現這個徵象可能是椎體束損傷的表現。
這個徵象以赫爾曼·歐本海姆命名。